# Fälgbroms

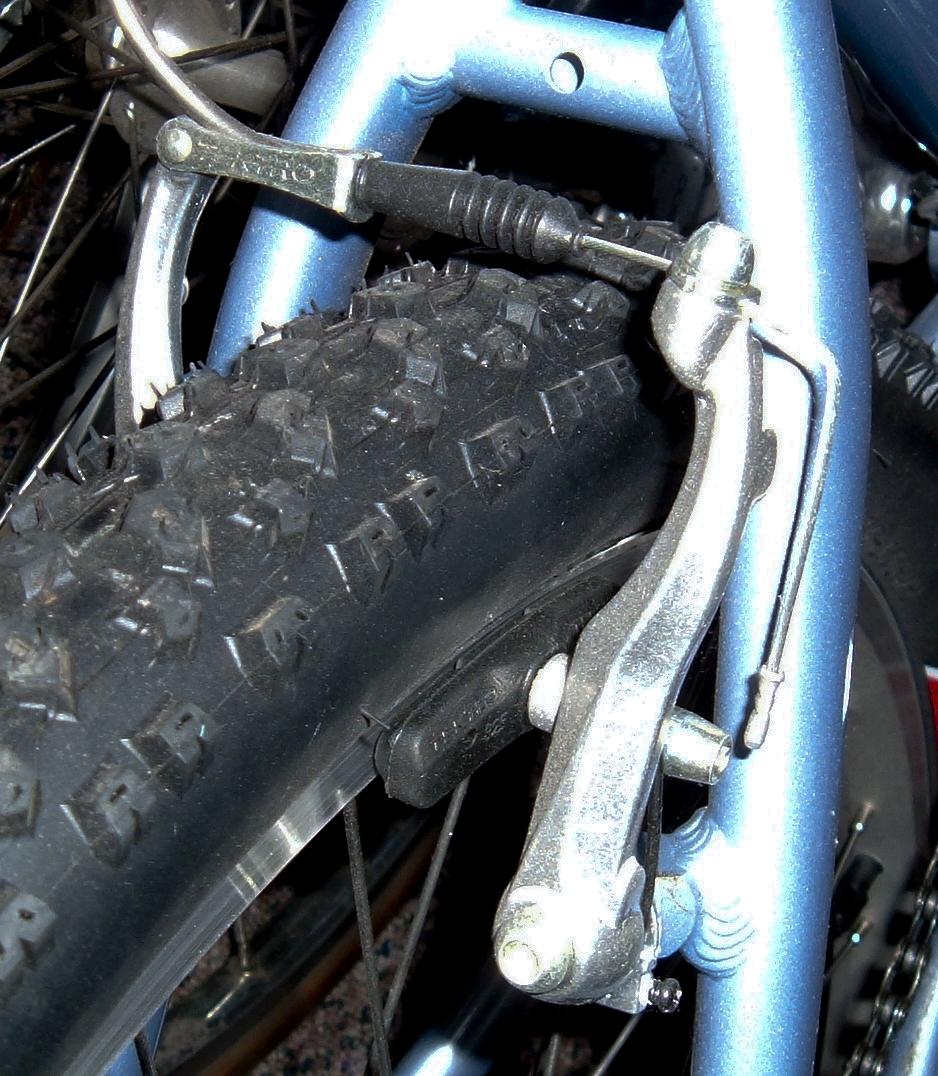

Fälgbroms är en broms vars bromskraft verkar på fälgen. En fälgbroms består alltid av två bromsarmar med gummiklotsar (bromsklotsar), bromsvajer med tillhörande vajerhölje och ett bromshandtag, som numera oftast sitter ihop med ett växelreglage. 
Fälgbromsar är vanliga på främst nyare cyklar tillverkade från 1970-talet och framåt och ersatte de tidigare trumbromsarna. På cyklar med fotbroms är det dock fortfarande trumbroms bak och vissa (vanligtvis lite dyrare) cyklar tillverkade från 2000-talet och framåt kan dock ha trumbroms även fram, precis som förr, inte sällan kombinerad med en navgenerator. På sportcyklar ersätts fälgbromsarna alltmer av skivbromsar. Detta främst för att undvika en försämrad bromsförmåga vid blött underlag och även för att det sliter mindre på aluminiumtillverkade fälgar vid höga hastigheter.

## Lista över olika sorters fälgbromsar
- V-broms
- U-broms
- Cantilever-broms
- Racer-broms
- Hydraulisk fälgbroms (Magura)